# 布拉格地鐵81-71型電聯車
81-71型電聯車是布拉格地鐵的一款通勤型電聯車，於1978年開始正式營運，由蘇聯梅季希機器製造廠（現：地鐵車輛機械製造廠）製造。製造商官方的型號為 81-77.1 / 714.1型 。
1996年至2011年，進行列車延壽更新計畫，更新後的列車為型號為81-71M型。

## 概要
在1970年年代，蘇聯和其他東方集團的地鐵仍繼續生產自1963年開始量產的E型電聯車做為藍圖的車輛，1974年開通的布拉格地鐵也引入了以E型電聯車為藍圖的Echs型作為第一代通勤型電聯車:441。由於採用雙駕駛室系統、容量小、電機功率低的E型電聯車無法负担日益增加的旅客，因此梅季希機器製造廠以81-717/714型做為藍圖，為布拉格地鐵重新設計專屬的81-717.1 / 714.1型車輛，布拉格地铁定型為81-71型:456－459。
81-71型採用與E型以及Echs型基本相同的特殊设计，车体由輕量化鋼制造，主電動機为DK-117V型直流电机，主控制器为BPSN-5U2型变阻器。由於Echs型的轉向架有增加載重強度，因此列車重量也略有增加:456－459。

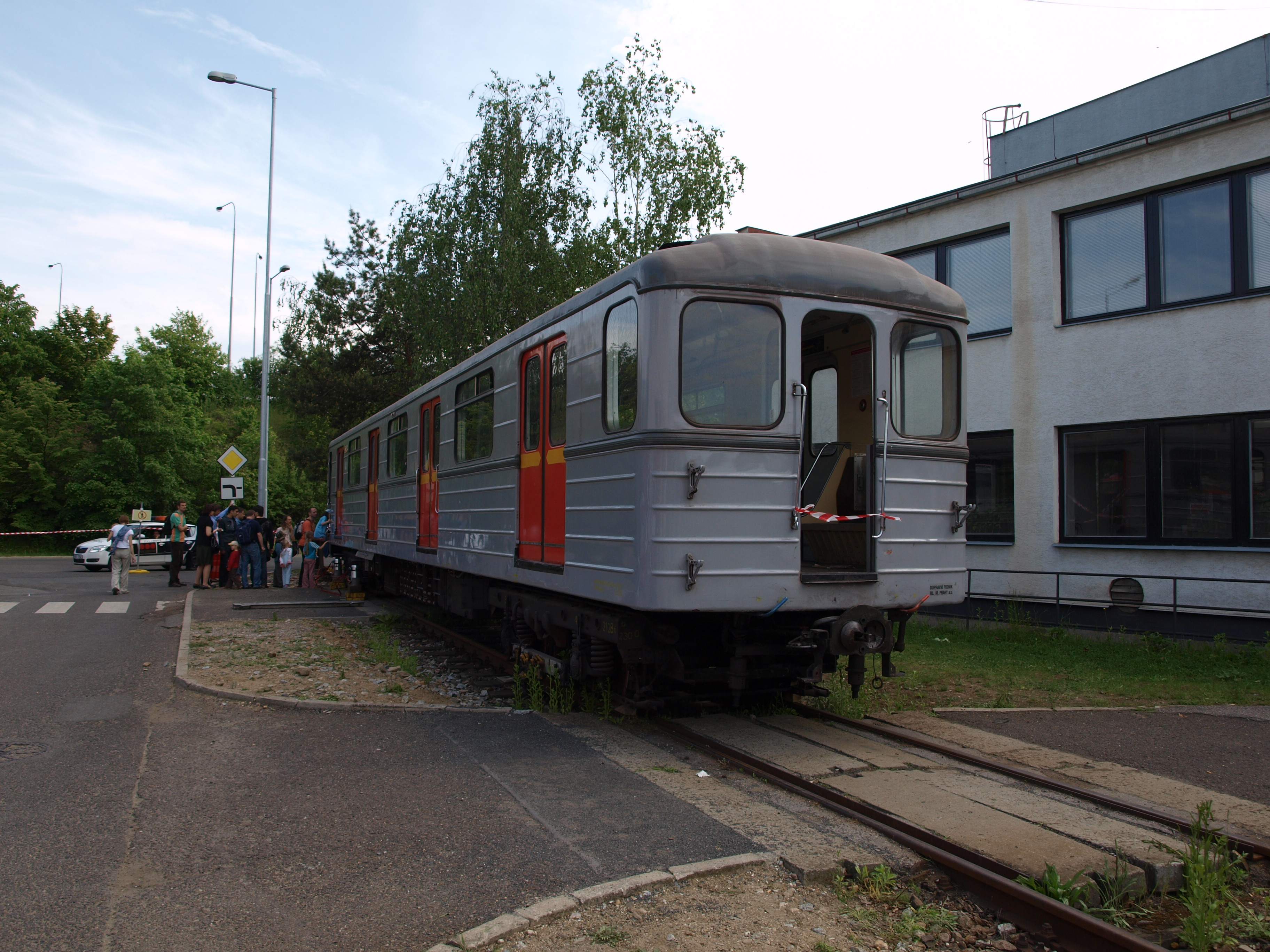
連結面側
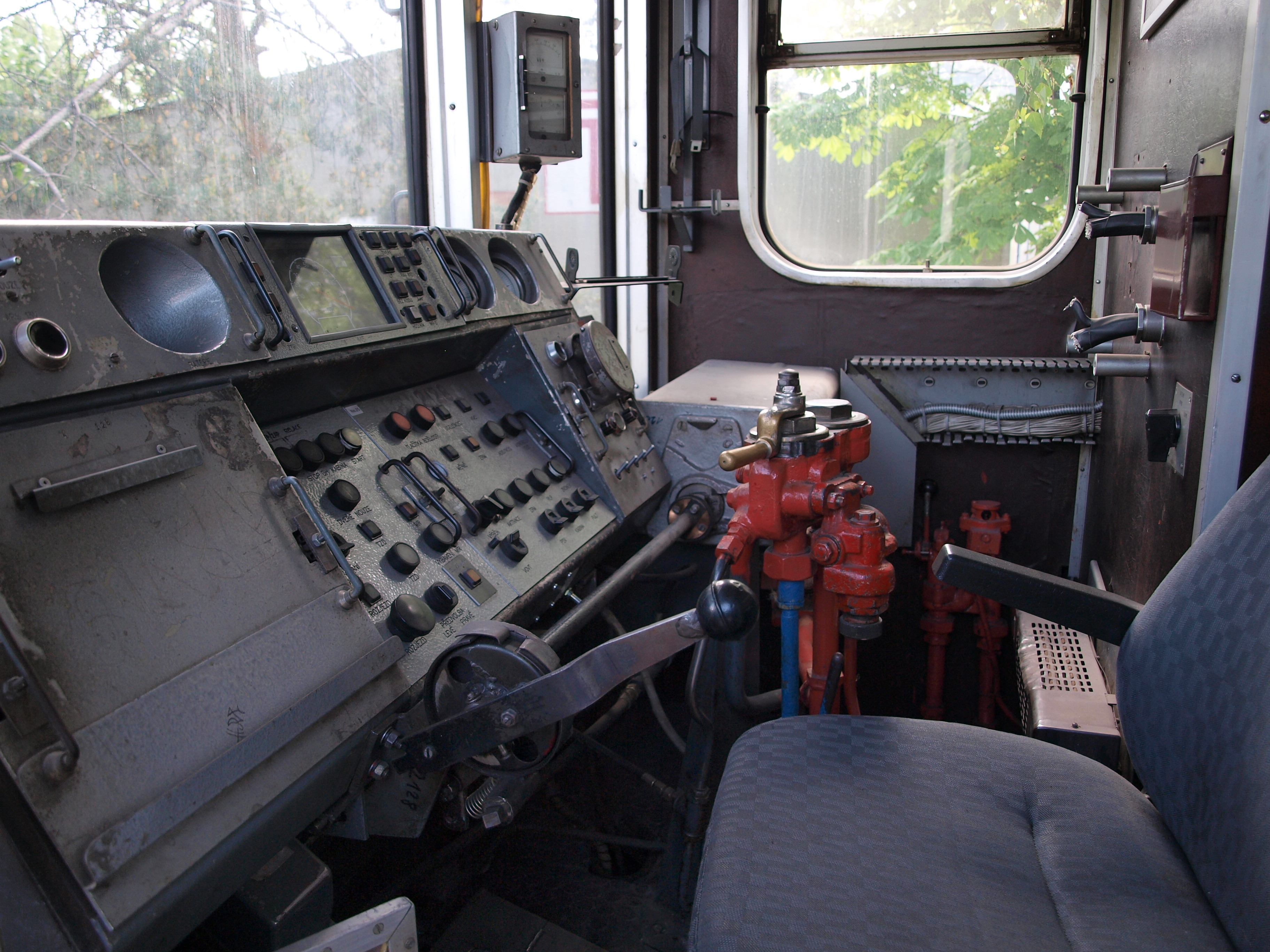
駕駛台
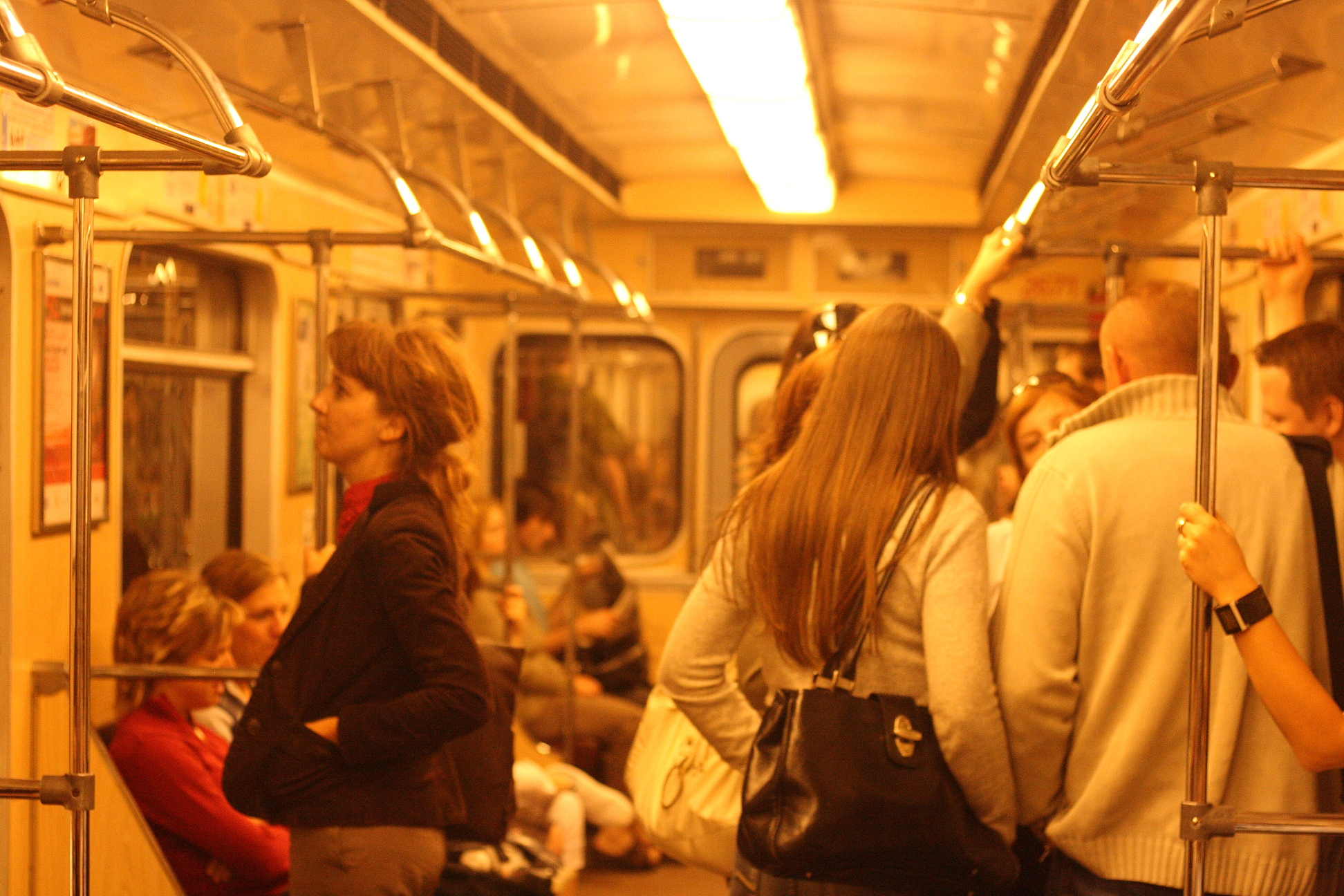
列車內裝

## 運用
1978年隨著布拉格地鐵A線開始商業運營同時啟用，本型車持續量產至1990年。由於1985年至1998年間列車經常發生故障，因此針對轉向架以及列車機電系統進行更新，主要更新了閘流體以及減少轉向架運行的噪音。
由於初期製造的列車車體逐漸老化，因此於1994年開始逐漸報廢，1669年列車更新計畫開始，除了已報廢的車輛，大部分階改造成81-71M型，2009年7月2日全數退出營運，截至2012年仍有一組列車動態保存（2159 + 2213 + 2429 + 2637 + 2504）。

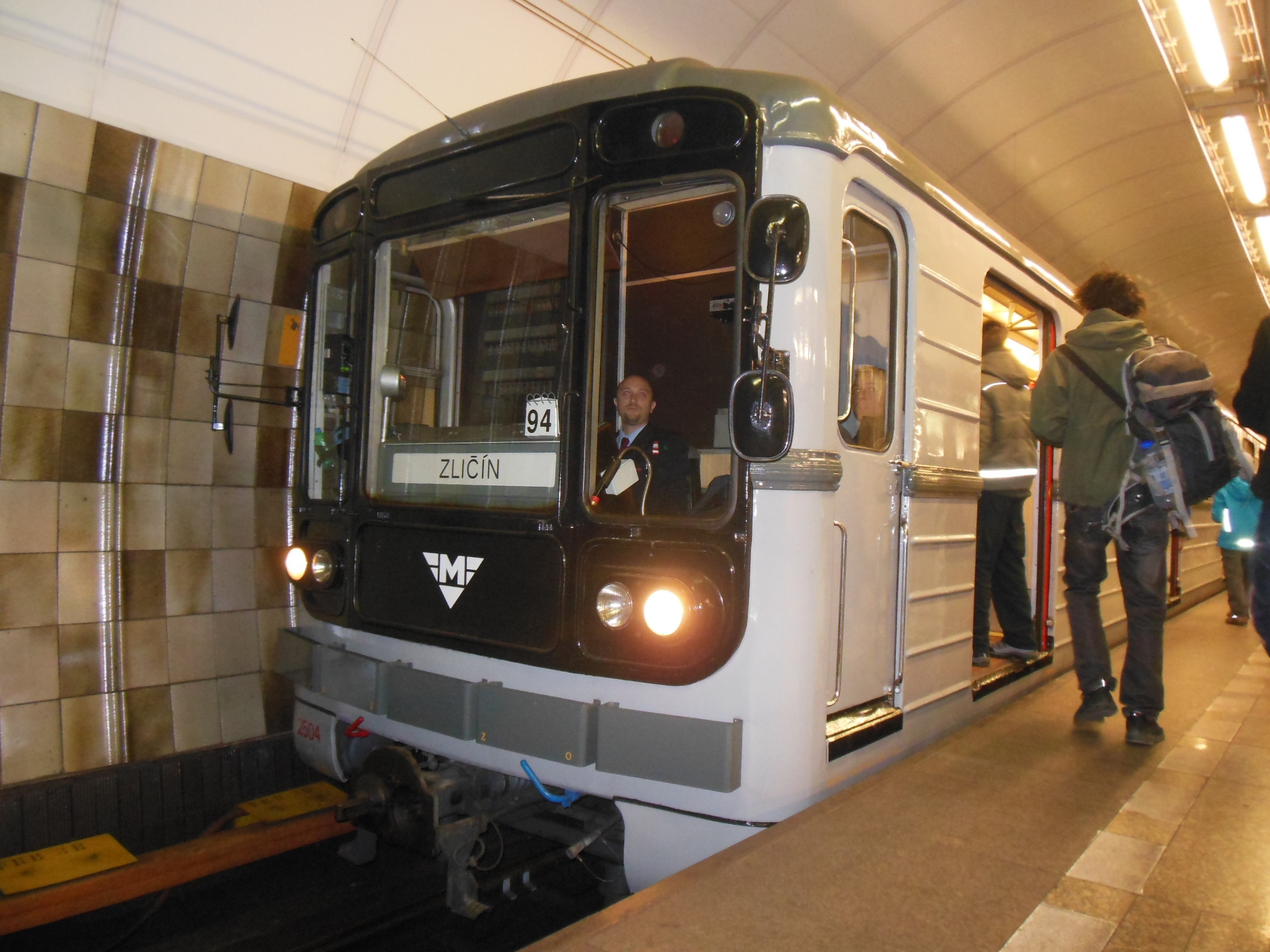
停於佛羅倫斯站的81-71形型

## 81-71M型
布拉格地鐵由於天鵝絨革命以及斯洛伐克聯邦解體，在民主化後成為捷克地鐵路線，而81-71型因車體嚴重老化，且數量眾多，在新車製造出廠前很難負荷日益增加的旅客，因此部分車輛進行延壽改造，由斯柯達公司負責改造，更新後的列車型號更改為81-71M型。
81-71M型为五节全动车编组，編號2Mt為駕駛動車，編號3Mt為掛載蓄電池動力車，編號4Mt為掛載空氣壓縮機動力車。列車貫通門以及駕駛室階有大幅度改造，將所有設備以及裝飾更新，車內增設輪椅與嬰兒車停放空間，並將所有材料改成防火材料。
81-71M型保留原先的直流电机不变，推進系統改為使用IGBT斩波器控制，每列车的每节车厢都装有一台牵引箱，其组分则因车厢而异，第1、3、5车厢的为牵引斩波器＋蓄电池斩波器，第2、4车厢为牵引斩波器＋辅助逆变器。
最早改造完成的列車于1996年出厂，並於1998年開始商業運營，目前81-71M型为A線和B線的主力车型。

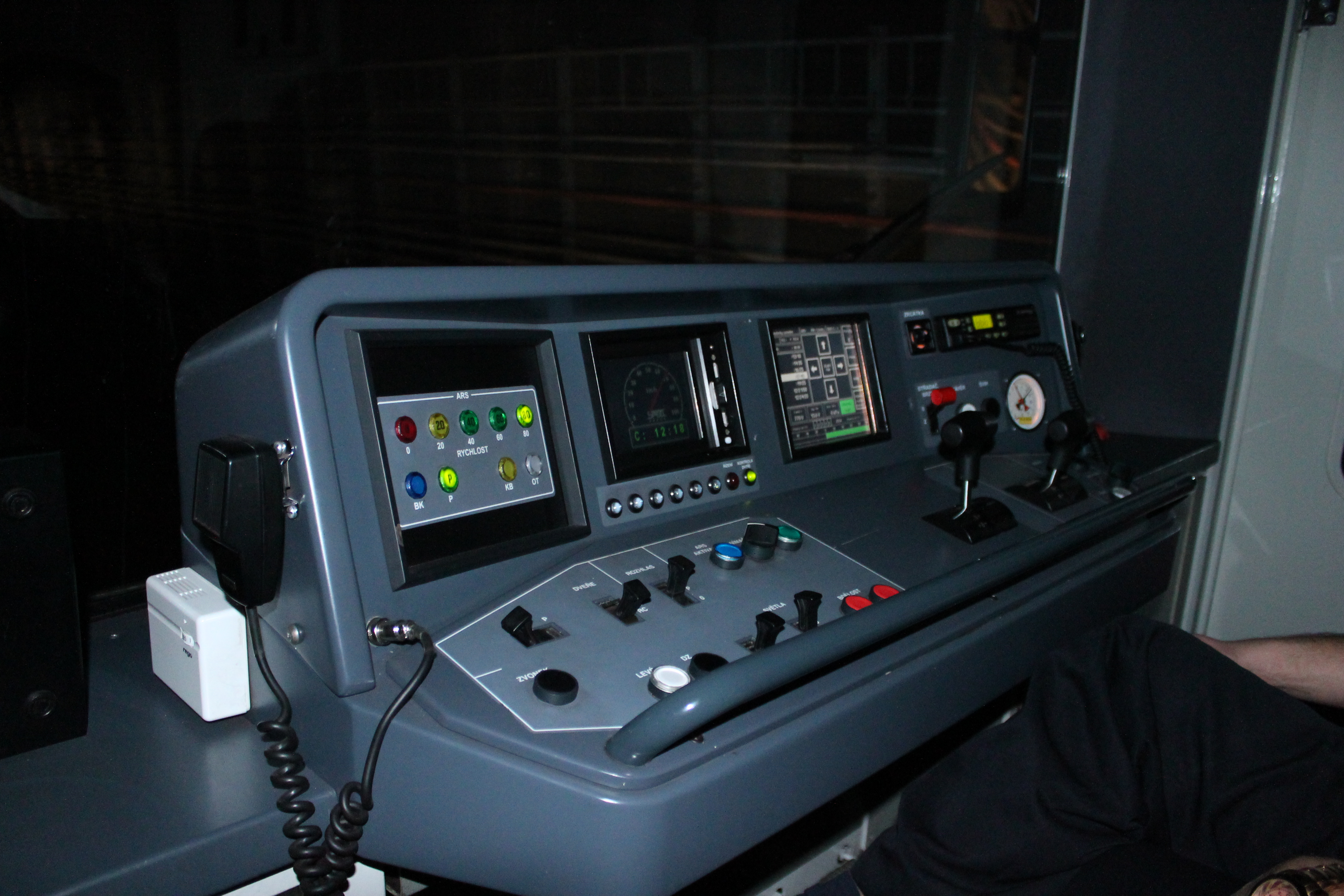
駕駛台
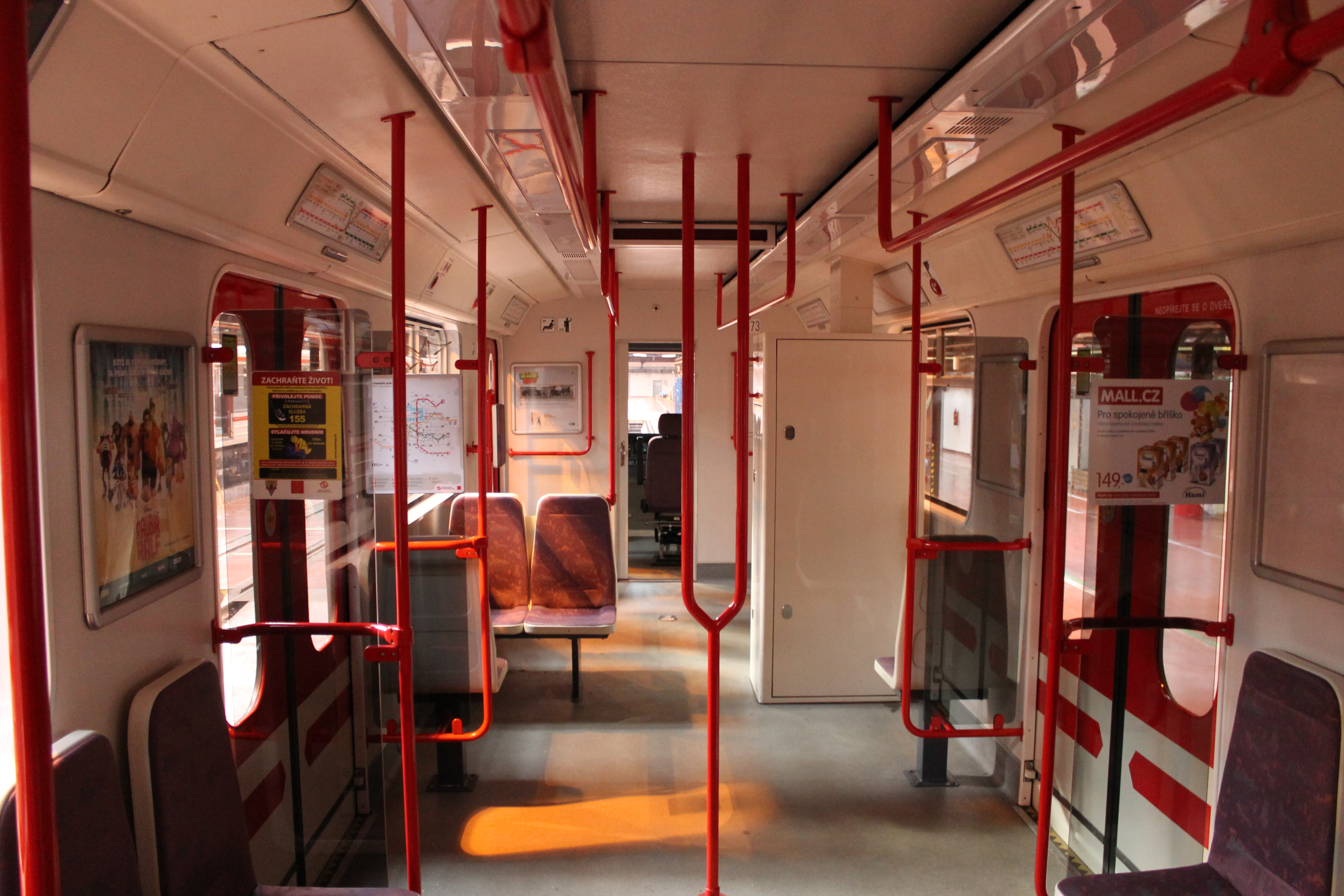
車内
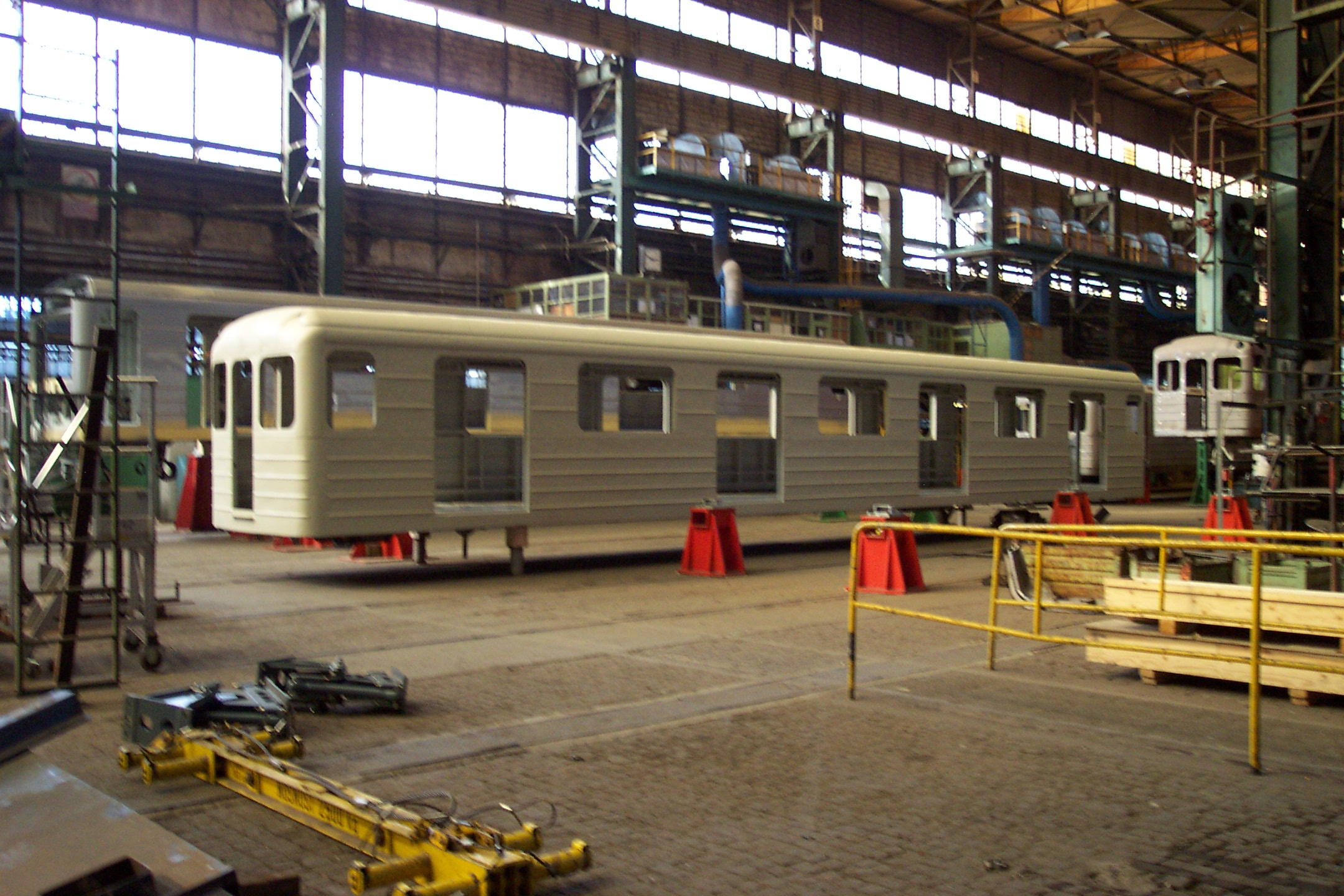
改造中的81-71型